# Задняя теменная кора

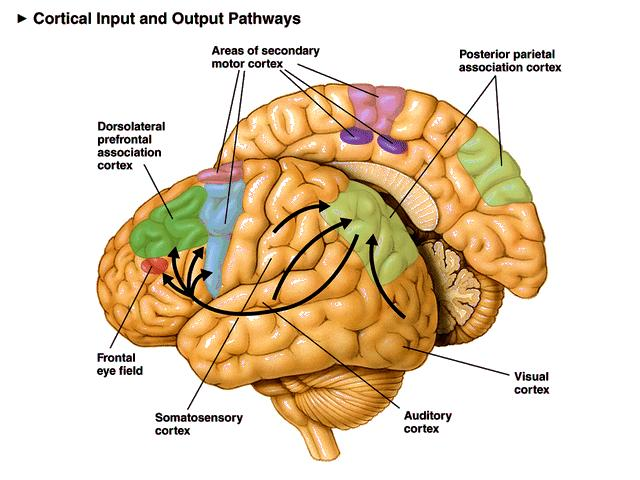
Связь задней теменной коры (отмечена светло-зелёным) с другими зонами мозга.

Задняя теменная кора (лат. cortex parietalis posterior, англ. posterior parietal cortex, PPC), или теменная ассоциативная кора, — часть теменной коры головного мозга, расположенная позади первичной соматосенсорной коры, и играющая важную роль в продуцировании запланированных движений. Задняя теменная кора соответствует полям Бродмана 5 и 7 и анатомически подразделяется далее на нижнюю и верхнюю теменные дольки.
Перед тем как может быть начато движение, нервная система должна знать исходные положения частей тела, которые необходимо переместить, и любых внешних объектов, с которыми предстоит взаимодействовать. Задняя теменная кора получает информацию от трёх сенсорных систем, которые играют роль в определении положения тела и объектов в пространстве: зрительной, слуховой и соматосенсорной. В свою очередь, переработанная информация из задней теменной коры поступает в двигательную кору: дорсолатеральную префронтальную зону, различные области вторичной двигательной коры и фронтальное глазное поле. Исследования, проведённые на основе функциональной магнитно-резонансной томографии у обезьян и транскраниальной магнитной стимуляции у людей, указывают на то, что задняя теменная кора представляет собой мозаику из меньших зон, каждая из которых специализируется на управлении отдельными движениями глаз, головы, рук или ладоней.
Повреждение задней теменной коры могут вызвать различные сенсомоторные нарушения, в том числе: дефицит восприятия и памяти при пространственных взаимодействиях; нарушения дотягивания и хватания, контроля движения глаз, а также внимания. Двумя наиболее существенными последствиями повреждения задней теменной коры являются апраксия и одностороннее пространственное игнорирование.